# АС Онз Креатурс
Спортивне об'єднання «Онз Креатурс де Ніарела» або просто «АС Онз Креатурс» (фр. Association sportive Onze Créateurs de Niaréla) — професіональний малійський футбольний клуб з міста Бамако.

## Історія
Він був заснований в 1963 році групою молодих людей в столиці держави, місті Бамако (район Ніарела) під назвою «Онз Креатурс де бальйон», проте в 1970 році перейменували команду в «Онз Креатурс». А в 1994 році клуб було зареєстровано в Федерації футболу Малі під назвою «Онз Креатурс». Команда жодного разу не була переможцем національного чемпіонату, але клуб став по 2 рази володарем та фіналістом національного кубку, поступившись «УС Бугуні». Клуб завжди перебвав у тіні 3-ох найсильніших футбольних команд Малі: «Джоліби», «Стад Мальєн» та «Реал» (Бамако).
На міжнародному рівні «АС Онз Креатурс» брав участь у трьох розіграшах континентальних турнірів. Найуспішнішим з них був сезон 2013 року в Кубку конфедерації КАФ, в якому команда дійшла до другого раунду та поступилася «АСЕК Мімозас» з Кот-д'Івуару.

## Досягнення
- Ліга 1 Оранж Малі
  -  Срібний призер (1): 2015

- Кубок Малі
  -  Володар (2): 2014, 2016
  -  Фіналіст (2): 2012, 2015

## Статистика виступів на континентальних трнірах
| Сезон | Турнір                 | Раунд      | Клуб                | Вдома | На виїзді | Загалом    |
| ----- | ---------------------- | ---------- | ------------------- | ----- | --------- | ---------- |
| 2013  | Кубок конфедерації КАФ | Попередній | Стелла Клуб д'Аджам | 3-0   | 1-1       | 4-1        |
| 2013  | Кубок конфедерації КАФ | 1          | Етуаль дю Сахель    | 2-3   | 1-2       | 3-5        |
| 2015  | Кубок конфедерації КАФ | Попередній | Реннесанс (Бекран)  | 1-0   | 1-2       | 2-2 (в.г.) |
| 2015  | Кубок конфедерації КАФ | 1          | Сахель СК           | 2-1   | 0-0       | 2-1        |
| 2015  | Кубок конфедерації КАФ | 2          | АСЕК Мімозас        | 0-1   | 0-2       | 0-3        |
| 2016  | Ліга чемпіонів КАФ     | Попередній | Аль-Аглі (Триполі)  | 1-2   | 0-0       | 1-2        |

## Відомі гравці
- Абдулає Камара
- Якубу Діарра